# Arrhyton taeniatum
Arrhyton taeniatum — вид змій родини полозових (Colubridae). Ендемік Куби.

## Поширення і екологія
Arrhyton taeniatum мешкають на острові Куба, а також на сусідньому острові Кайо-Коко та на острові Ісла-де-ла-Хувентуд. Вони живуть в сухих тропічних лісах і чагарникових заростях, на плантаціях та на сухих луках і пасовищах. Зустрічаються на висоті до 800 м над рівнем моря.